# 山崎昶
山崎 昶（やまざき あきら、1937年 - 2018年1月）は、日本の化学者。理学博士。専門は分析化学。化学関係の書籍、特に講談社ブルーバックス等に代表される一般向けの化学読み物を中心に、多数の執筆・翻訳活動を行っている。

## 略歴
1937年、大連市に生まれる。1960年、東京大学理学部化学科卒業。1965年、東京大学理学系研究科博士課程修了。1965年、東京大学助手（理学部化学教室）、1975年電気通信大学助教授を経て、1999年から2003年まで日本赤十字看護大学教授。

## 著作

### 著書

#### 単著
- （1982年） 山崎 昶(著)『知的検索の技術―新しい"もの探し"の科学』 ＜講談社ブルーバックス＞ 講談社 ISBN 406118105X
- （1984年） 山崎 昶(著)『機器分析実技シリーズ 核磁気共鳴分光法』、共立出版 ISBN 4320041798
- （1985年） 山崎 昶(著)『暮らしの中の化学質問箱―亀の甲アレルギーの人々のために』 ＜講談社ブルーバックス＞ 講談社 ISBN 4061326201
- （1988年） 山崎 昶(著)『これはびっくり!化学マジック・タネ明かし―スーパーマーケット・ケミストリー』 ＜講談社ブルーバックス＞ 講談社 ISBN 4061327550
- （1991年） 山崎 昶(著)『化学迷答集―誤答はナゼ起こる?』 ＜講談社ブルーバックス＞ 講談社 ISBN 4061328921
- （1992年） 山崎 昶(著)『ミステリーの毒を科学する―毒とは何かを知るために』 ＜講談社ブルーバックス＞ 講談社 ISBN 4061329197
- （1992年） 山崎 昶(著)『SFを化学する』 ＜ポピュラーサイエンス＞、裳華房 ISBN 4785385634
- （1992年） 山崎 昶(著)『化学者ちょっといい話』 ＜ポピュラーサイエンス＞、裳華房 ISBN 4785385715
- （1996年） 山崎 昶(著)『ファクトとフィクション―化学とSFとミステリー』 ＜ポピュラーサイエンス＞、裳華房 ISBN 4785386533
- （1997年） 山崎 昶(著)『サッカーボール型分子C60―フラーレンから五色の炭素まで』 ＜ブルーバックス＞ 講談社 ISBN 4062571684
- （2003年） 山崎 昶(著)『家庭の化学―古今東西、暮らしのサイエンス 』、＜平凡社新書＞、平凡社 ISBN 4582852041

#### 共著
- （1986年） 『無機化学 (基礎演習シリーズ) 』 岩本 振武(著)、 山崎 昶(著)、裳華房 ISBN 4785381027
- （1992年） 『ミステリーと化学』今村 寿明 (著)、山崎 昶(著) ＜ポピュラーサイエンス＞、裳華房 ISBN 4785385537
- （2002年） 『落語横丁の化学そぞろ歩き』 古橋 昭子(著)、 山崎 昶(著)、裳華房 ISBN 4785387521
- （2003年） 『医療・看護系のための化学入門』塩田 三千夫 (著)、山崎 昶 (著) 、裳華房 ISBN 4785330686
- （2004年） 『錯体のはなし』渡部 正利 (著)、河野 博之 (著)、山崎 昶 (著)、米田出版 ISBN 4946553207

### 訳書

#### 単訳
- （1983年） ジョン・ディンティス(著)『化学用語小辞典』 山崎 昶(訳)、 <講談社ブルーバックス> 講談社 ISBN 4061181521
- （1987年） カール・J. シンダーマン(著) 『サイエンティスト ゲーム―成功への道』 山崎 昶(訳)、学会出版センター ISBN 4762205362
- （1988年） ウイリアム・ケンプ（著） 『やさしい最新のNMR入門』 山崎 昶 (訳)、培風館 ISBN 456304508X
- （1989年） カール・J. シンダーマン(著) 『続 サイエンティストゲーム―若き科学者のための生き残り戦略』 山崎 昶(訳)、学会出版センター ISBN 4762225932
- （1996年） マーチン・M. ゴールドウィン (著)『先生を困らせた324の質問』山崎 昶 (訳) 、三田出版会 ISBN 4895831566
- （1996年） マーチン・M. ゴールドウィン (著)『続・先生を困らせた324の質問』山崎 昶 (訳) 、三田出版会 ISBN 4895831728
- （1996年） Ian Johnston ら(著)『固体物理学シミュレーション』山崎 昶 (訳) 、海文堂出版 ISBN 4303556408
- （1996年） Robert Ehrlich ら(著)『電磁気学シミュレーション』山崎 昶 (訳) 、海文堂出版 ISBN 4303556602
- （1997年） チャールズ・M. ウィン(著)、アーサー・W. ウィギンズ(著)『科学がわかる5つのアイディア』山崎 昶(訳)、海文堂出版 ISBN 4303734802
- （1997年） Jim Wiese (著)『スパイが操る科学テクニック―キミもジェイムズ・ボンドになれる』山崎 昶 (訳) 、丸善 ISBN 4621043676
- （1997年） Jim Wiese (著)『科学テクニックで名探偵になろう―めざせシャーロック・ホームズ』山崎 昶 (訳) 、丸善 ISBN 4621043684
- （2000年） Jim Wiese (著)『科学マジックでアッといわせよう』山崎 昶 (訳) 、丸善 ISBN 4621047361
- （2000年） サミュエル ガーバー(編)、リチャード セイファーシュタイン(編) 『科学捜査―続・化学と犯罪』山崎 昶(訳)、丸善 ISBN 4621047310
- （2002年） ジョン ギャラット(著)、テリー スレルフォール(著)、ティナ オヴァートン(著)『化学するアタマ―論理的思考力を鍛える本』 山崎 昶(訳)、化学同人 ISBN 4759809066
- （2003年） John Emsley (著) 『元素の百科事典』山崎 昶(訳)、丸善 ISBN 4621072625

#### 共訳
- （1991年） 曹 元宇(著)『中国化学史話 (上)』木田 茂夫(訳)、山崎 昶(訳)、<ポピュラーサイエンス>、裳華房 ISBN 4785385456
- （1991年） 曹 元宇(著)『中国化学史話 (下)』木田 茂夫(訳)、山崎 昶(訳)、<ポピュラーサイエンス>、裳華房 ISBN 4785385464
- （1993年） ジョン ディンティス(編)『新・化学用語小辞典』山崎 昶(訳)、平賀 やよい(訳)、<講談社ブルーバックス> 講談社 ISBN 4061329871
- （1997年） 『シェフに学ぶ楽しい科学実験室―世界14カ国の家庭料理を使って』古橋 昭子 (訳)、山崎 昶 (訳) 、丸善 ISBN 4621043536
- （2006年） 『化学の世界 (シリーズ 図説 科学の百科事典 4)』山崎 昶(監訳), 宮本 惠子(訳)、朝倉書店 ISBN 4254106246

### 編書
- （1997年） 『化合物の辞典』高本 進(編)、中原 勝儼(編)、稲本 直樹(編)、山崎 昶(編)、朝倉書店 ISBN 4254106246
- （2006年） 『法則の辞典』山崎 昶(編著)、朝倉書店 ISBN 425410197X